# Santa Maria Magdalena de Vida
Santa Maria Magdalena de Vida, o Santuari de Nostra Senyora de Vida és un santuari del terme comunal rossellonès d'Argelers, a la Catalunya del Nord. Està situat a la zona sud-oest del terme comunal, a uns 3 quilòmetres en línia recta del nucli vell d'Argelers.
La pietat popular li ha dedicat diverses edicions de Goigs a la Mare de Déu de Vida que canten en una de les estrofes: "Ab lo poble vos veneran / vostres devots hermitans / vullau conservar, vos pregan / de Argelés los habitants / concediu gracias molt grans / fent cessar las malaltías".